# Lijst van werken van Sandro Botticelli
Deze lijst geeft een overzicht van het werk van de Italiaanse renaissanceschilder Sandro Botticelli. Alle dateringen zijn bij benadering.
| Afbeelding | Titel                                                                      | Datering  | Techniek                                             | Afmetingen h × b cm | Collectie                                                                                       | Opmerkingen                                                             |
| ---------- | -------------------------------------------------------------------------- | --------- | ---------------------------------------------------- | ------------------- | ----------------------------------------------------------------------------------------------- | ----------------------------------------------------------------------- |
|            | Maria en Kind van het Spedale degli Innocenti                              | 1465–1467 | tempera op paneel                                    | 87 × 60             | Florence, Spedale degli Innocenti                                                               |                                                                         |
|            | Maria en Kind met een engel                                                | 1465–1467 | tempera op paneel                                    | 110 × 70            | Ajaccio, Museo Fesch                                                                            |                                                                         |
|            | De aanbidding der wijzen                                                   | 1465–1467 | tempera op paneel                                    | 50 × 136            | Londen, National Gallery                                                                        |                                                                         |
|            | Maria en Kind                                                              | 1467      | tempera op paneel                                    | 72 × 51             | Avignon, Musée du Petit Palais                                                                  |                                                                         |
|            | Madonna in de loggia (Madonna della Loggia)                                | 1467      | tempera op paneel                                    | 72 × 50             | Florence, Uffizi                                                                                |                                                                         |
|            | Maria en Kind een engel in aanbidding                                      | 1468      | tempera op paneel                                    | 89 × 68             | Pasadena, Norton Simon Museum                                                                   |                                                                         |
|            | Maria en Kind met twee engelen en de jonge Johannes de Doper               | 1468–1470 | tempera op paneel                                    | 85 × 62             | Florence, Galleria dell'Accademia                                                               |                                                                         |
|            | Maria en Kind met twee engelen                                             | 1468–1470 | tempera op paneel                                    | 100 × 71            | Napels, Museo di Capodimonte                                                                    |                                                                         |
|            | Portret van een jonge man                                                  | 1469      | tempera op paneel                                    | 51 × 33,7           | Florence, Palazzo Pitti (Galleria Palatina)                                                     |                                                                         |
|            | Madonna in een stralenkrans met serafijnen                                 | 1469–1470 | tempera op paneel                                    | 120 × 65            | Florence, Uffizi                                                                                |                                                                         |
|            | Maria en Kind met Johannes de Doper                                        | 1470–1475 | tempera op paneel                                    | 90 × 67             | Parijs, Louvre                                                                                  |                                                                         |
|            | Madonna in de rozentuin (Madonna del Roseto)                               | 1470      | tempera op paneel                                    | 124 × 64            | Florence, Uffizi                                                                                |                                                                         |
|            | Onze-Lieve-Vrouwe van Genade (Madonna delle Grazie)                        | 1470      | tempera op paneel                                    | 80 × 58             | Privéverzameling (Castellammare di Stabia)                                                      | Toeschrijving onzeker                                                   |
|            | De kracht (Fortezza)                                                       | 1470      | tempera op paneel                                    | 167 × 87            | Florence, Uffizi                                                                                |                                                                         |
|            | Sant'Ambrogio-retabel                                                      | 1470      | tempera op paneel                                    | 170 × 194           | Florence, Uffizi                                                                                |                                                                         |
|            | Maria en Kind met een engel (Madonna dell'eucaristia)                      | 1470–1474 | tempera op paneel                                    | 85,2 × 64,5         | Boston, Isabella Stewart Gardner Museum                                                         |                                                                         |
|            | Portret van Esmeralda Brandini                                             | 1470–1475 | tempera op paneel                                    | 65.7 × 41           | Londen, Victoria and Albert Museum                                                              |                                                                         |
|            | De aanbidding van de wijzen                                                | 1470–1475 | tempera op paneel                                    | diameter: 130,8 cm  | Londen, National Gallery                                                                        |                                                                         |
|            | De ontdekking van het lijk van Holofernes                                  | 1472      | tempera op paneel                                    | 31 × 25             | Florence, Uffizi                                                                                | Linkerpaneel van een tweeluik                                           |
|            | De terugkeer van Judith naar Bethulië                                      | 1472      | tempera op paneel                                    | 31 × 25             | Florence, Uffizi                                                                                | Rechterpaneel van een tweeluik                                          |
|            | Sint-Sebastiaan                                                            | 1474      | tempera op paneel                                    | 195 × 75            | Berlijn, Gemäldegalerie                                                                         |                                                                         |
|            | Portret van een man met een medaille van Cosimo de' Medici de Oude         | 1474      | tempera op paneel                                    | 57,5 × 44           | Florence, Uffizi                                                                                |                                                                         |
|            | De aanbidding der wijzen                                                   | 1475      | tempera op paneel                                    | 111 × 134           | Florence, Uffizi                                                                                |                                                                         |
|            | Portret van een dame met de attributen van Catharina van Alexandrië        | 1475      | tempera op paneel                                    | 53,2 × 37,8         | Altenburg, Lindenau-Museum                                                                      |                                                                         |
|            | Maria aanbidt het Christuskind met de jonge Johannes de Doper              | 1475–1480 | tempera op paneel                                    |                     | Piacenza, Palazzo Farnese                                                                       |                                                                         |
|            | De aanbidding van het Christuskind                                         | 1476–1477 | affresco                                             | 200 × 300           | Florence, Santa Maria Novella                                                                   |                                                                         |
|            | Madonna van de zee (Madonna del Mare)                                      | 1477      | tempera op paneel                                    | 60,5 × 49,5         | Florence, Galleria dell'Accademia                                                               | Ook toegeschreven aan Filippino Lippi                                   |
|            | Raczyński-Madonna                                                          | 1477      | tempera op paneel                                    | 135 cm              | Berlijn, Gemäldegalerie                                                                         |                                                                         |
|            | Portret van Giuliano de' Medici                                            | 1478–1480 | tempera op paneel                                    | 54 × 36             | Berlijn, Gemäldegalerie                                                                         |                                                                         |
|            | Portret van Giuliano de' Medici                                            | 1478–1480 | tempera op paneel                                    | 75,5 × 52,5         | Washington, National Gallery of Art                                                             |                                                                         |
|            | Portret van Giuliano de' Medici                                            | 1478–1480 | tempera op paneel                                    | 54 × 36             | Bergamo, Accademia Carrara                                                                      |                                                                         |
|            | Portret van een jonge man met een medaillon                                | 1480      | tempera op paneel (populier)                         | 58,4 × 39,4         | Privéverzameling                                                                                | In januari 2021 geveild bij Sotheby's in New York voor 76 miljoen euro  |
|            | Sint-Augustinus in zijn studeerkamer                                       | 1480      | affresco                                             | 152 × 112           | Florence, Ognissanti                                                                            |                                                                         |
|            | Zegenende Christus                                                         | 1480      | tempera op paneel                                    | 45 × 29             | Detroit, Detroit Institute of Arts                                                              |                                                                         |
|            | Portret van een jonge vrouw, misschien Simonetta Vespucci                  | 1480      | tempera op paneel                                    | 55 × 43             | Berlijn, Gemäldegalerie                                                                         | Atelier Botticelli                                                      |
|            | Portret van een jonge vrouw, misschien Simonetta Vespucci                  | 1480      | tempera op paneel                                    | 82 × 54             | Frankfurt, Städel Museum                                                                        |                                                                         |
|            | De geboorte van Christus                                                   | 1480      | tempera op paneel                                    |                     | Cassino, Abdij van Monte Cassino                                                                |                                                                         |
|            | Madonna met het boek                                                       | 1480–1481 | tempera op paneel                                    | 58 × 39,5           | Milaan, Museo Poldi Pezzoli                                                                     |                                                                         |
|            | Madonna schrijft het Magnificat (Madonna del Magnificat)                   | 1481      | tempera op paneel                                    | diameter: 118 cm    | Florence, Uffizi                                                                                |                                                                         |
|            | De annunciatie van San Martino alla Scala                                  | 1481      | dipinto murale                                       | 243 × 555           | Florence, Uffizi                                                                                |                                                                         |
|            | Portretten van pausen                                                      | 1481      | affreschi                                            | 210 × 80 ciascuno   | Rome, Sixtijnse kapel                                                                           |                                                                         |
|            | De beproevingen van Mozes                                                  | 1481–1482 | affresco                                             | 348,5 × 558         | Rome, Sixtijnse kapel                                                                           |                                                                         |
|            | Straf van de rebellen of De straf van de zonen van Korach                  | 1481–1482 | fresco                                               | 348,5 × 570         | Rome, Sixtijnse kapel                                                                           |                                                                         |
|            | De verzoeking van Christus                                                 | 1481–1482 | affresco                                             | 345,5 × 555         | Rome, Sixtijnse kapel                                                                           |                                                                         |
|            | De aanbidding der wijzen                                                   | 1482      | tempera op paneel                                    | 68 × 102            | Washington, National Gallery of Art                                                             |                                                                         |
|            | Primavera                                                                  | 1482      | tempera op paneel                                    | 203 × 314           | Florence, Uffizi                                                                                |                                                                         |
|            | Pallas en de centaur of Camilla en de centaur                              | 1482      | tempera op paneel                                    | 207 × 148           | Florence, Uffizi                                                                                |                                                                         |
|            | De geboorte van Christus                                                   | 1482–1483 | tempera en olieverf op paneel                        | diameter: 76 cm     | Boston, Isabella Stewart Gardner Museum                                                         |                                                                         |
|            | Portret van een jonge man                                                  | 1482–1483 | tempera op paneel                                    | 43,5 × 46,2         | Washington, National Gallery of Art                                                             |                                                                         |
|            | Portret van een man                                                        | 1483      | tempera op paneel                                    | 37,5 × 28,2         | Londen, National Gallery                                                                        |                                                                         |
|            | Venus en Mars                                                              | 1483      | tempera op paneel                                    | 69 × 173,5          | Londen, National Gallery                                                                        |                                                                         |
|            | Het verhaal van Nastagio degli Onesti, eerste deel                         | 1483      | tempera op paneel                                    | 83 × 138            | Madrid, Museo Nacional del Prado                                                                |                                                                         |
|            | Het verhaal van Nastagio degli Onesti, tweede deel                         | 1483      | tempera op paneel                                    | 83 × 138            | Madrid, Museo Nacional del Prado                                                                |                                                                         |
|            | Het verhaal van Nastagio degli Onesti, derde deel                          | 1483      | tempera op paneel                                    | 83 × 142            | Madrid, Museo Nacional del Prado                                                                |                                                                         |
|            | Het verhaal van Nastagio degli Onesti, vierde deel                         | 1483      | tempera op paneel                                    | 83 × 142            | Florence, privéverzameling (Palazzo Pucci)                                                      |                                                                         |
|            | Madonna Bardi                                                              | 1485      | tempera op paneel                                    | 185 × 180           | Berlijn, Gemäldegalerie                                                                         |                                                                         |
|            | Portret van een jonge vrouw                                                | 1485      | tempera op paneel                                    | 61 × 40             | Florence, Palazzo Pitti (Galleria Palatina)                                                     |                                                                         |
|            | De geboorte van Venus                                                      | 1485      | tempera op doek                                      | 172,5 × 278,5       | Florence, Uffizi                                                                                |                                                                         |
|            | Tekeningen voor de Divina Commedia                                         | 1485      | Punta d'argento e inchiostro su pergamena            |                     | Berlijn, Kupferstichkabinett Berlin (85 tekeningen) Rome, Vaticaanse Bibliotheek (7 tekeningen) |                                                                         |
|            | De annunciatie                                                             | 1485      | tempera en goud op paneel                            | 19 × 31             | New York, Metropolitan Museum of Art                                                            |                                                                         |
|            | Maria en Kind met vijf engelen                                             | 1485–1490 | tempera en olieverf op paneel                        | diameter: 132,7 cm  | Baltimore, Baltimore Museum of Art                                                              |                                                                         |
|            | Venus pudica                                                               | 1485–1490 |                                                      |                     | Turijn, Galleria Sabauda                                                                        | Botticelli en atelier                                                   |
|            | Venus en de drie Gratiën geven geschenken aan een jonge vrouw              | 1486      | affresco                                             | 211 × 284           | Parijs, Louvre                                                                                  | Fresco uit de Villa Lemmi in Florence                                   |
|            | Een jonge man wordt voorgesteld aan de Vrije Kunsten                       | 1486      | affresco                                             | 238 × 284           | Parijs, Louvre                                                                                  | Fresco uit de Villa Lemmi in Florence                                   |
|            | Madonna met de granaatappel (Madonna della Melagrana)                      | 1487      | tempera op paneel                                    | diameter: 143,5 cm  | Florence, Uffizi                                                                                |                                                                         |
|            | Retabel van San Barnaba                                                    | 1487      | tempera op paneel                                    | 268 × 280           | Florence, Uffizi                                                                                |                                                                         |
|            | Sint-Augustinus' visioen van de jonge knaap                                | 1487      | tempera op paneel                                    | 20 × 38             | Florence, Uffizi                                                                                | Een paneel van de predella van het Retabel van San Barnaba              |
|            | Christus toont zijn wonden (Cristo in pietà)                               | 1487      | tempera op paneel                                    | 21 × 41             | Florence, Uffizi                                                                                | Een paneel van de predella van het Retabel van San Barnaba              |
|            | Salome met het hoofd van Johannes de Doper                                 | 1487      | tempera op paneel                                    | 21 × 40,5           | Florence, Uffizi                                                                                | Een paneel van de predella van het Retabel van San Barnaba              |
|            | De verwijdering van het hart van Sint-Ignatius                             | 1487      | tempera op paneel                                    | 21 × 40,5           | Florence, Uffizi                                                                                | Een paneel van de predella van het Retabel van San Barnaba              |
|            | Maria en Kind met Johannes de Doper en een engel                           | 1488      | tempera op paneel                                    | 108 × 111           | Warschau, Nationaal Museum van Warschau                                                         |                                                                         |
|            | Maria en Kind met zes engelen en Johannes de Doper                         | 1488–1490 | tempera op paneel                                    | diameter: 170 cm    | Rome, Galleria Borghese                                                                         |                                                                         |
|            | De annunciatie van Cestello                                                | 1489      | tempera op paneel                                    | 150 × 156           | Florence, Uffizi                                                                                |                                                                         |
|            | Maria en Kind met twee engelen                                             | 1490      | tempera op paneel                                    | diameter: 115 cm    | Wenen, Liechtenstein Museum                                                                     |                                                                         |
|            | Maria aanbidt het Christuskind                                             | 1490      | tempera op paneel                                    | 122 × 80            | Edinburgh, National Gallery of Scotland                                                         |                                                                         |
|            | Maria aanbidt het Christuskind                                             | 1490      | tempera op paneel                                    | diameter: 59,6 cm   | Washington, National Gallery of Art                                                             |                                                                         |
|            | Maria en Kind met de jonge Johannes de Doper                               | 1490      | tempera en olieverf op paneel                        | diameter: 115 cm    | Cleveland, Cleveland Museum of Art                                                              | Toeschrijving onzeker, misschien atelierwerk (mogelijk Filippino Lippi) |
|            | De annunciatie                                                             | 1490      | tempera op paneel                                    |                     | Glens Falls, Hyde Collection                                                                    |                                                                         |
|            | San Marco-retabel: De kroning van Maria                                    | 1490–1492 | tempera op paneel                                    | 378 × 258           | Florence, Uffizi                                                                                |                                                                         |
|            | Johannes de evangelist op Patmos                                           | 1490–1492 | tempera op paneel                                    |                     | Florence, Uffizi                                                                                | Een paneel van de predella van het San Marco-retabel''                  |
|            | Sint-Augustinus in zijn studeerkamer                                       | 1490–1492 | tempera op paneel                                    |                     | Florence, Uffizi                                                                                | Een paneel van de predella van het San Marco-retabel''                  |
|            | De annunciatie                                                             | 1490–1492 | tempera op paneel                                    |                     | Florence, Uffizi                                                                                | Een paneel van de predella van het San Marco-retabel''                  |
|            | De boetvaardige Hiëronymus in de woestijn                                  | 1490–1492 | tempera op paneel                                    |                     | Florence, Uffizi                                                                                | Een paneel van de predella van het San Marco-retabel''                  |
|            | Het wonder van Sint-Eligius                                                | 1490–1492 | tempera op paneel                                    |                     | Florence, Uffizi                                                                                | Een paneel van de predella van het San Marco-retabel''                  |
|            | Sint-Augustinus in zijn studeerkamer                                       | 1490–1494 | tempera op paneel                                    | 41 × 27             | Florence, Uffizi                                                                                |                                                                         |
|            | De annunciatie                                                             | 1490–1495 | tempera op paneel                                    | 49,5 × 58,5         | Glasgow, Kelvingrove Art Gallery and Museum                                                     |                                                                         |
|            | Maria en Kind met de jonge Johannes de Doper                               | 1490–1495 | tempera op paneel                                    | 134 × 92            | Florence, Palazzo Pitti (Galleria Palatina)                                                     |                                                                         |
|            | Portret van Lorenzo di Ser Piero Lorenzi                                   | 1490–1495 | tempera op paneel                                    | 50 × 36,5           | Philadelphia, Philadelphia Museum of Art                                                        |                                                                         |
|            | Maria en Kind met de jonge Johannes de Doper                               | 1490–1500 | tempera op paneel                                    | diameter: 74 cm     | Museo d'Arte, San Paolo                                                                         |                                                                         |
|            | Convertite-retabel: Drie-eenheid                                           | 1491–1493 | tempera op paneel                                    | 214 × 192           | Londen, Courtauld Gallery                                                                       |                                                                         |
|            | Maddalena che ascolta la predica di Cristo                                 | 1491–1493 | tempera op paneel                                    | 18 × 42             | Philadelphia, Philadelphia Museum of Art                                                        | Een paneel van de predella van het Convertite-retabel                   |
|            | Het feestmaal in het huis van Simon                                        | 1491–1493 | tempera op paneel                                    | 18 × 42             | Philadelphia, Philadelphia Museum of Art                                                        | Een paneel van de predella van het Convertite-retabel                   |
|            | Noli me tangere                                                            | 1491–1493 | tempera op paneel                                    | 18 × 42             | Philadelphia, Philadelphia Museum of Art                                                        | Een paneel van de predella van het Convertite-retabel                   |
|            | Laatste communie en tenhemelopneming van Maria Magdalena                   | 1491–1493 | tempera op paneel                                    | 18 × 42             | Philadelphia, Philadelphia Museum of Art                                                        | Een paneel van de predella van het Convertite-retabel                   |
|            | Madonna met het paviljoen (Madonna del Padiglione)                         | 1493      | tempera op paneel                                    | diameter: 65 cm     | Milaan, Pinacoteca Ambrosiana                                                                   |                                                                         |
|            | De laster van Apelles                                                      | 1494–1495 | tempera op paneel                                    | 62 × 91             | Florence, Uffizi                                                                                |                                                                         |
|            | Portret van Dante Alighieri                                                | 1495      | tempera op doek                                      | 54,7 × 47,5         | Privéverzameling (Genève)                                                                       |                                                                         |
|            | Bewening van de dode Christus                                              | 1495      | tempera op paneel                                    | 107 × 71            | Milaan, Museo Poldi Pezzoli                                                                     |                                                                         |
|            | Bewening van de dode Christus met de heiligen Hiëronymus, Paulus en Petrus | 1495      | tempera op paneel                                    | 140 × 207           | München, Alte Pinakothek                                                                        |                                                                         |
|            | De laatste communie van de heilige Hiëronymus                              | 1495      | tempera op paneel                                    | 34 × 25             | New York, Metropolitan Museum of Art                                                            |                                                                         |
|            | Judith met het hoofd van Holofernes                                        | 1495–1500 | tempera op paneel                                    | 36,5 × 20           | Amsterdam, Rijksmuseum Inv. nr. SK-A-3381                                                       |                                                                         |
|            | Pinksteren                                                                 | 1495–1505 | olieverf op paneel                                   | 207 × 229           | Birmingham, Birmingham Museum of Art                                                            |                                                                         |
|            | Portret van Michele Marullo Tarcaniota                                     | 1496–1497 | tempera en olieverf op paneel (overgebracht op doek) | 49 × 35             | Barcelona, collectie Guardans-Cambó (uitgeleend aan het Museo Nacional del Prado, Madrid)       |                                                                         |
|            | Symbolische kruisiging                                                     | 1497–1502 | tempera en olieverf op paneel (overgebracht op doek) | 73,5 × 50,8         | Cambridge, Fogg Art Museum                                                                      |                                                                         |
|            | De geschiedenis van Virginia                                               | 1498      | tempera op paneel                                    | 85 × 165            | Bergamo, Accademia Carrara                                                                      |                                                                         |
|            | De geschiedenis van Lucrezia                                               | 1498      | tempera op paneel                                    | 83 × 176            | Boston, Isabella Stewart Gardner Museum                                                         |                                                                         |
|            | De heilige Hiëronymus                                                      | 1498–1505 | tempera op doek                                      | 44,5 × 26           | Sint-Petersburg, Hermitage                                                                      |                                                                         |
|            | De heilige Domenicus                                                       | 1498–1505 | tempera op doek                                      | 44,5 × 26           | Sint-Petersburg, Hermitage                                                                      |                                                                         |
|            | De doornenkroon                                                            | 1500      | tempera op paneel                                    | 47.6 × 32.3         | Bergamo, Accademia Carrara                                                                      |                                                                         |
|            | Maria-Tenhemelopneming met de heiligen Benedictus, Thomas en Julianus      | 1500      | tempera en goud op paneel                            | 178 × 88,2          | Parma, Galleria nazionale di Parma                                                              |                                                                         |
|            | De transfiguratie met de heilogen Hiëronymus en Augustinus                 | 1500      | tempera op paneel                                    | 28 × 36             | Rome, Galleria Pallavicini                                                                      |                                                                         |
|            | Het gebed op de Olijfberg                                                  | 1500      | tempera op paneel                                    | 53 × 35             | Granada, Kathedraal van Granada                                                                 |                                                                         |
|            | De aanbidding van het Christuskind                                         | 1500      | tempera op paneel                                    | diameter: 125,7 cm  | Raleigh, North Carolina Museum of Art                                                           |                                                                         |
|            | De aanbidding van het Christuskind                                         | 1500      | olieverf op paneel                                   | diameter: 47,5 cm   | Houston, The Museum of Fine Arts, Houston                                                       |                                                                         |
|            | De aanbidding der wijzen                                                   | 1500      | tempera op paneel                                    | 107,5 × 173         | Florence, Uffizi                                                                                |                                                                         |
|            | Maria en Kind met engelen                                                  | 1500      | olieverf op paneel                                   |                     | Florence, Galleria Corsini (Palazzo Corsini al Parione)                                         |                                                                         |
|            | De mystieke geboorte                                                       | 1500–1501 | olieverf op doek                                     | 108,5 × 74,9        | Londen, National Gallery                                                                        | Botticelli's enige gesigneerde werk                                     |
|            | De doop van Sint-Zenobius en zijn inwijding tot bisschop van Florence      | 1500–1505 | tempera op paneel                                    | 66,5 × 149,5        | Londen, National Gallery                                                                        |                                                                         |
|            | Drie wonderen van Sint-Zenobius                                            | 1500–1505 | tempera op paneel                                    | 66,5 × 149,5        | Londen, National Gallery                                                                        |                                                                         |
|            | Drie wonderen van Sint-Zenobius                                            | 1500–1505 | tempera op paneel                                    | 67,3 × 105,5        | New York, Metropolitan Museum of Art                                                            |                                                                         |
|            | Laatste wonder en de dood van Sint-Zenobius                                | 1500–1505 | tempera op paneel                                    | 66 × 182            | Dresden, Gemäldegalerie Alte Meister                                                            |                                                                         |

## Verantwoording
- Dit artikel of een eerdere versie ervan is een (gedeeltelijke) vertaling van het artikel Opere di Sandro Botticelli op de Italiaanstalige Wikipedia, dat onder de licentie Creative Commons Naamsvermelding/Gelijk delen valt. Zie de bewerkingsgeschiedenis aldaar.